# Simonkol·leïta
La simonkol·leïta és un mineral de la classe dels halurs. Rep el seu nom en honor de Werner Simon (1939-), impressora i empresari alemany, i Kurt Kolle (1949), tots dos recol·lectors de minerals de Cornberg, prop de Michelsdorf, qui van enviar les mostres per a la seva investigació.

## Característiques
La simonkol·leïta és un halur de fórmula química Zn₅Cl₂(OH)₈·H₂O. Va ser aprovada com a espècie vàlida per l'Associació Mineralògica Internacional l'any 1983. Cristal·litza en el sistema trigonal. La seva duresa a l'escala de Mohs és 1,5.
Segons la classificació de Nickel-Strunz, la simonkol·leïta pertany a «03.DA: Oxihalurs, hidroxihalurs i halurs amb doble enllaç, amb Cu, etc., sense Pb» juntament amb els següents minerals: atacamita, melanotal·lita, botallackita, clinoatacamita, hibbingita, kempita, paratacamita, belloïta, herbertsmithita, kapellasita, gillardita, haydeeïta, anatacamita, claringbul·lita, barlowita, buttgenbachita, connel·lita, abhurita, ponomarevita, anthonyita, calumetita, khaidarkanita, bobkingita, avdoninita i droninoïta.

## Formació i jaciments
Va ser descoberta a l'escombrera de la foneria Richelsdorf, a la localitat de Süss, al districte de Richelsdorf, Hessen, Alemanya. També ha estat descrita en altres localitats alemanyes, tant a l'estat de Hessen com als estats de Baixa Saxònia i Rin del Nord-Westfàlia. Se n'ha trobat simonkol·leïta també a Bèlgica, Suïssa i als estats nord-americans de Nova Jersey i Arizona.